# Septuaginta
Septuaginta (latinsko za sedemdeset), s kratico LXX, je prvi grški prevod Stare zaveze neposredno iz hebrejščine in deloma tudi iz aramejščine. Prevod je bil končan v 3. stoletju pr. n. št.

## Nastanek
Po legendi (Aristejevo pismo) je prevod delalo 72 judovskih učenjakov, ki so samostojno prevajali 72 dni. Ob koncu so se vsi prevodi dobesedno ujemali med seboj. O nastanku tega prevoda so razpravljali tudi Filon Aleksandrijski, Epifanij iz Salamine, sveti Avguštin, Hieronim, ...

## Pomen
Septuaginta predstavlja prelomno točko v književnosti, saj je bilo to prvo tako obsežno delo, ki je bilo prevedeno v drugi jezik. 